# Марко, Гвидо де
Гвидо (Гуидо) де Марко (22 июля 1931, Валлетта — 12 августа 2010, Мсида) — мальтийский государственный деятель, Президент Мальты (1999—2004).

## Начало карьеры
Получил образование в Королевском университете Мальты, где в 1953 году получил степень бакалавра гуманитарных наук по философии, экономике и итальянскому языку, а в 1955 году — степень доктора права. С 1956 года работал в Верховном суде Мальты, с 1964 по 1966 год исполнял обязанности советника короны при правительстве Мальты. Профессор уголовного права в Университете Мальты, где преподавал с 1967 года.

## Политическая карьера
В апреле 1966 года впервые избран депутатом от Националистической партии в Палату представителей и переизбирался в парламент на каждых всеобщих выборах в течение долгого времени. В 1972—1977 годах — Генеральный секретарь Националистической партии, в 1977—1999 годах — заместитель председателя Националистической партии.
В 1967 году — выбран Палатой представителей делегатом в Парламентской Ассамблее Совета Европы, и в течение почти двадцати лет являлся её членом.
В 1987—1996 и 1998—1999 годах — заместитель премьер-министра Мальты . Одновременно занимал важные министерские посты:
- В 1987—1990 годах — министр юстиции и министр внутренних дел,
- В 1990—1996 годах — министр юстиции и министр иностранных дел,
- В 1998—1999 годах — министр иностранных дел.

В 1999—2004 годах — Президент Мальты.
Однако во второй половине дня де Марко снова был срочно доставлен в больницу Mater Dei после того, как потерял сознание в своём доме в Слиме. Он скончался в больнице. Новость о его смерти потрясла нацию, которая на данный момент испытывала облегчение в связи с предыдущим улучшением его состояния. Правительство объявило трёхдневный национальный траур. Государственные похороны состоялись в понедельник, 16 августа 2010 года.

## Награды
Награды Мальты
| Страна | Дата                          | Награда                                   | Награда                                   | Литеры   |
| ------ | ----------------------------- | ----------------------------------------- | ----------------------------------------- | -------- |
| Мальта | 4 апреля 1999 — 4 апреля 2004 | Гроссмейстер и Компаньон Почёта           | Национального ордена Заслуг               | K.U.O.M. |
| Мальта | 13 декабря 1994 —             | Компаньон                                 | Национального ордена Заслуг               | K.O.M.   |
| Мальта | 4 апреля 1999 — 4 апреля 2004 | Гроссмейстер ордена «На благо Республики» | Гроссмейстер ордена «На благо Республики» |          |

Награды иностранных государств
| Страна            | Дата вручения      | Награда                                                                                                 | Награда                                                                                                 | Литеры |
| ----------------- | ------------------ | --- | --- | ------ |
| Мальтийский орден | 16 января 2000 —   | Кавалер цепи ордена Заслуг pro Merito Melitensi                                                         | Кавалер цепи ордена Заслуг pro Merito Melitensi                                                         |        |
| Болгария          | 9 марта 2001 —     | Орден «Стара-планина» с лентой                                                                          | Орден «Стара-планина» с лентой                                                                          |        |
| Германия          | 2001 —             | Кавалер Большого креста специального класса ордена «За заслуги перед Федеративной Республикой Германия» | Кавалер Большого креста специального класса ордена «За заслуги перед Федеративной Республикой Германия» |        |
| Эстония           | 24 апреля 2001 —   | Кавалер цепи ордена Креста земли Марии                                                                  | Кавалер цепи ордена Креста земли Марии                                                                  |        |
| Польша            | 2002 —             | Кавалер Большого креста ордена Заслуг                                                                   | Кавалер Большого креста ордена Заслуг                                                                   |        |
| Словения          | 2002 —             | Кавалер Золотого ордена Свободы                                                                         | Кавалер Золотого ордена Свободы                                                                         |        |
| Эстония           | 27 сентября 2003 — | Кавалер цепи ордена Белой звезды                                                                        | Кавалер цепи ордена Белой звезды                                                                        |        |
| Италия            | 16 января 2004 —   | Кавалер Большого креста декорированного лентой ордена «За заслуги перед Итальянской Республикой»        | Кавалер Большого креста декорированного лентой ордена «За заслуги перед Итальянской Республикой»        |        |
| Латвия            | 10 февраля 2004—   | Командор Большого креста ордена Трёх звёзд с цепью                                                      | Командор Большого креста ордена Трёх звёзд с цепью                                                      |        |
| Украина           | 21 августа 2007 —  | Кавалер ордена «За заслуги» 1 степени                                                                   | Кавалер ордена «За заслуги» 1 степени                                                                   |        |
| Испания           | 2009 —             | Кавалер Большого креста ордена Изабеллы Католической                                                    | Кавалер Большого креста ордена Изабеллы Католической                                                    |        |

Династические награды
| Страна           | Дата   | Награда                                                | Награда                                                | Литеры |
| ---------------- | ------ | ------------------------------------------------------ | ------------------------------------------------------ | ------ |
| Пармские Бурбоны | 2002 — | Кавалер Большого креста ордена Заслуг святого Людовика | Кавалер Большого креста ордена Заслуг святого Людовика |        |